# Anadoluhisarı

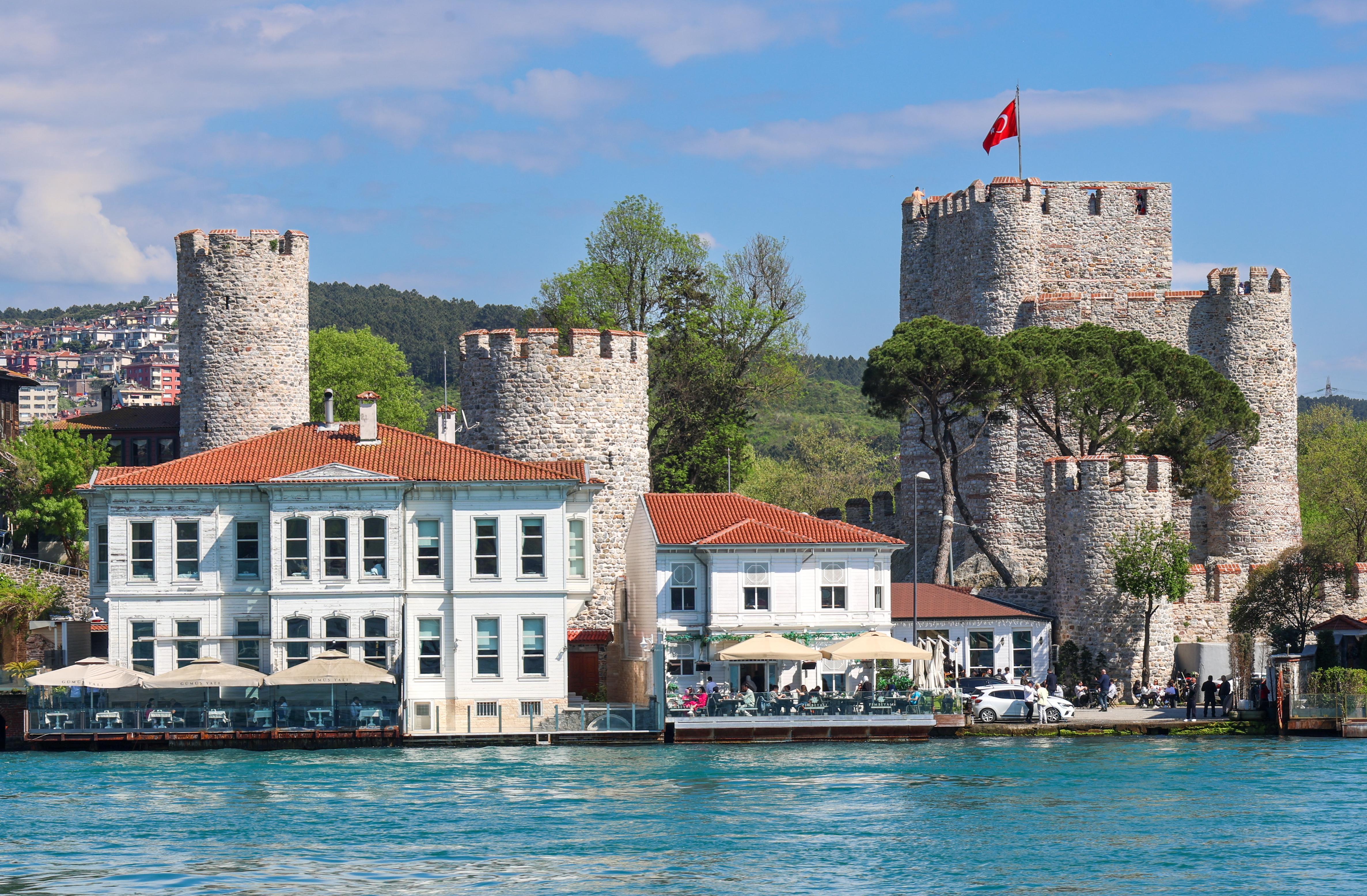
Anadoluhisarı vista do Bósforo

Anadoluhisarı ou Anadolu Hisarı (Fortaleza da Anatólia em turco), é uma pequena fortaleza situada na parte asiática (anatólia) de Istambul, Turquia, na margem oriental do Estreito do Bósforo, distrito de Beykoz. Foi construída entre 1393 e 1394 pelo sultão otomano Bajazeto I, cognominado "O Trovão" (em turco: Yildirim), como parte da preparação do segundo cerco otomano de Constantinopla, que seria iniciado em 1395.
A fortaleza dá nome à área que a cirdunda e ocupa uma área de 7 000 m² junto ao local onde o Bósforo é mais estreito e à foz de um ribeiro de nome Göksu (em grego: Aretòs). A Ponte Fatih Sultan Mehmet, a segunda ponte construída sobre o Bósforo, situa-se imediatamente a norte da fortaleza. No lado oposto do Bósforo ergue-se Rumelihisarı (Fortaleza da Rumélia), construída entre 1451 e 1452 pelo neto de Bajazeto, o sultão Maomé II, o Conquistador, para assegurar o controlo total do tráfego naval no Bósforo, o qual era vital especialmente para os genoveses de Gálata, aliados dos bizantinos, os quais tinham colónias no Mar Negro, como Cafa (atual Teodósia), Sinope e Amasra, das quais poderiam vir reforços para a defesa da capital bizantina contra o cerco otomano que acabou por resultar na Queda de Constantinopla a 29 de maio de 1453. 
Anadoluhisarı foi erigida como um forte de vigilância. Tinha 25 m de altura e uma torre principal quadrada dentro de muralhas em forma de um pentágono irregular com uma torre em cada uma das pontas. Dentro da fortaleza há uma mesquita. A fortaleza é a construção otomana mais antiga de Istambul e aparece com o nome Güzelce Hisar (Fortaleza do Bem) nos documentos históricos. Maomé II reforçou a fortaleza com uma muralha exterior com dois metros de espessura, a qual tinha três torres de vigia. Além disso foram adicionados alguns edifícios, como um armazém e casas. A aparência atual difere da original devido a alterações posteriores. Depois da conquista de Constantinopla serviu como prisão militar.
O Ministério da Cultura da Turquia restaurou o local entre 1991 e 1993 e atualmente o pequeno castelo reforça o ar pitoresco da zona, com vivendas antigas de madeira (yalıs) encostadas às muralhas e em seu redor. Anadoluhisarı é atualmente um museu (sítio histórico), mas não está aberto ao público.